# Speyerdomen
Speyerdomen eller Speyerkatedralen i byen Speyer i den tyske tyske delstat Rehinland-Pfalz er sæde for det romersk-katolske Speyer bispedømme og tilhører Bamberg ærkebispedømme. Kirkens officielle navn er Domkirche St. Maria und St. Stephan, men går også under navnet Kaiser- und Mariendom zu Speyer (Kejser og Mariadomen i Speyer).

## Historie
Kirken blev påbegyndt 1030 under Kejser Konrad 2. og er opført i romansk stil. Speyerdomen har været gravkirke for Salier-dynastiet, hohenstauferne og habsburgerne og blev anset som et symbol for kejserlig magt. Den regnes som et vendepunkt i europæisk arkitekturhistorie og som et af de vigtigste arkitektoniske mindesmærker fra sin tid.
Kirken har siden 1981 været på UNESCOs Verdensarvsliste.

## Galleri
- Set fra sydøst
- Set fra øst
- Set fra nordøst
- Kapital
- Set fra nord
- Set fra vest
- Kirkeskibet mod øst
- Kirkeskibet mod vest